# Eduardo Ibeas
Eduardo Antonio Ibeas Quiroz, (Santiago de Chile, 23 de febrero de 1977), conocido como Lalo Ibeas, es un cantante chileno. Desde 1993 es vocalista de la banda funk-rock Chancho en Piedra.

## Carrera musical
Mientras estudiaba en el colegio Don Bosco de La Cisterna, formó una banda inicialmente llamada «Pig in Stone» junto a su amigo Pablo Ilabaca (alias «KVZón»), a quienes se sumaron Felipe Ilabaca y Leonardo Corvalán («Toño»). Posteriormente se harían conocidos con el nombre que llevan hasta hoy, Chancho en Piedra.
En 2014 inició un proyecto musical paralelo llamado Perno, junto a Matías Astudillo.

## Vida personal
Casado con la diseñadora de ambientes Estefanía Opazo, con quien tiene un hijo llamado Tomás. La pareja mantiene una serie web donde relatan su vida como padres primerizos, llamada «Familia Nuclear».

## Discografía

### Con Chancho en Piedra
- Peor es mascar lauchas (1995)
- La dieta del lagarto (1997)
- Ríndanse terrícolas (1998)
- Marca Chancho (2000)
- El tinto elemento (2002)
- Desde el batiscafo (2005)
- Combo Show (2009)
- Otra cosa es con guitarra (2011)
- Funkybarítico, hedónico, fantástico (2016)

### Con Perno
- 2 Players (2015)